# Mihai Iordache (muzician)
Mihai Iordache (n. 1967, București) este un saxofonist român, cunoscut atât pentru albumele sale de jazz lansate sub numele Iordache, cât și pentru colaborarea cu formația de rock alternativ Kumm.

## Biografie
Primele legături ale lui Mihai Iordache cu muzica datează din copilăria petrecută în cartierul bucureștean Titan (cartier), tatăl său fiind amator de jazz. În ciuda acestui fapt, Iordache a început să asculte jazz de abia în liceu, atunci când a făcut rost de o casetă pirat cu un album al lui Charlie Parker, album care l-a făcut pe Iordache să se hotărască să devină muzician.. Primul său instrument a fost un blockflöte, cu care a debutat în 1986 la un jam session la Festivalul de Jazz de la Costinești . La același jam session l-a cunoscut și pe pianistul Harry Tavitian, cu al cărui grup Creativ a colaborat  între 1986 și 1989.
În perioada 1987-1989 Iordache a studiat improvizația de jazz cu pianistul Marius Popp în cadrul Școlii Populare de Artă, iar între 1990 și 1993 a luat lecții particulare de  saxofon de la saxofonistul Garbis Dedeian.

### Timpuri Noi
În 1992, Iordache a fost invitat să colaboreze ca saxofonist cu formația de  rock Timpuri Noi, pentru a cânta un solo de saxofon la piesa "Tanța". Piesa a fost apoi înregistrată pe LP-ul de debut al formației, din 1992  .

### Blues Community
În aceeași perioadă (1992 - 1993), Iordache a făcut parte și din grupul Blues Community al pianistului Harry Tavitian alături de chitaristul Hanno Höfer, contrabasistul Cătălin Rotaru și bateristul Corneliu Stroe

### Sarmalele Reci
În 1993 textierul Florin Dumitrescu i-a propus lui Iordache să formeze un grup nou de rock numit Sarmalele Reci, pentru care acesta urma să caute muzicieni. În iarna aceluiași an, grupul a debutat la Theatrum Mundi (actualul Teatrul Metropolis, de pe strada Mihai Eminescu din București)
Iordache a compus mai multe piese pentru Sarmalele Reci, printre care: "Țara Te Vrea Prost","La Preoteasa","N-ai Nimic Pe Sub Tricou","Violeta" ,"Domnu' Popa","Omul Fără Nume" , "Blonda Din Blocul Meu", "Prostia La Putere","Răpirea Din Serai", "Campion De Biliard" , "Maniac", "Șpriț De Vară" .
Între 1994 și 1996 Iordache a colaborat temporar și cu grupul de jazz Jazz Unit al pianistului Lucian Ban.
În 1999 Iordache a părăsit grupul Sarmalele Reci din pricina unor diferende artistice 

### Ada Milea, Orient Express, Rebop Factory, The Underground Acid
În 1999, Iordache a început o colaborare cu cântăreața și actrița Ada Milea (pe care o cunoscuse fiind angajat ca instrumentist la piesa de teatru "No Mom's Land" a regizorului Radu Afrim) care a durat până în 2003.
În iarna aceluiași an, Harry Tavitian l-a cooptat în noua sa formație de etno-jazz Orient Express, alături de care a cântat, între altele, la Graz, la Expo 2000 de la Hanovra , la festivalul Jazz of Wine and Peace de la Cormons și la clubul Porgy and Bess din Viena .
După anul 2000, Iordache a lucrat și cu grupurile de jazz și acid jazz Rebop Factory și The Underground Acid ale contrabasistului și producătorului Vlaicu Golcea

### Iordache
Inspirat de biografia liderului de big band și compozitorului Sun Ra, Iordache a format în 2001 un grup dedicat interpretării pieselor acestuia. Inițial un septet, grupul s-a redus după câteva concerte la formula de cvintet - Outer Space Five  - din motive financiare. Grupul a concertat în București și Constanța
În 2003, deoarece compozițiile proprii începuseră să le înlocuiască pe cele ale lui Sun Ra, Iordache a schimbat numele grupului în Iordache. În același an a apărut și primul album, "Friday - featuring Tom Smith" , avându-l ca invitat special pe trombonistul american Tom Smith . Au urmat albumele "Dissipatin'" (2005), "One Life Left"(2013), "Garden Beast"(2013), album inspirat de natură, Iordache Meets Alex Harding - Two Hours In June (2016)  avându-l ca invitat pe saxofonistul bariton Alex Harding, cunoscut pentru colaborările cu Muhal Richard Abrams, Craig Harris, Lester Bowie, Frank Lacey, Oliver Lake și David Murray’s Big Band , și apoi Organic Natural (2017) interpretat aproape exclusiv la păpădii și frunze .
Revista Dilema veche, în februarie 2010, include albumele Dissipatin' și Friday - featuring Tom Smith pe o listă cu "20 de albume esențiale de jazz românesc", alături de albume de Aura Urziceanu, Johnny Răducanu, Dan Mîndrilă, Marius Popp, Mircea Tiberian, Nicolas Simion, Lucian Ban, Maria Răducanu și Guido Manusardi. , iar albumele One Life Left, Garden Beast și Iordache Meets Alex Harding - Two Hours In June au beneficiat de cronici laudative în revista franceză Jazz Hot, cea mai veche publicație de jazz din lume.
În ianuarie 2017, Mihai Iordache a fost invitat de pianistul Lucian Ban să susțină un concert la Sala ARCUB - Gabroveni, cu muzică originală. Saxofonistul a ales piese dedicate cartierului său natal, Titan, și a avut inițiativa înregistrării concertului, acesta devenind primul său album înregistrat în concert, Suita Titan .
În 2019, inspirat de poemul Zeuții și de alte câteva poeme ale lui Florin Dumitrescu, Mihai Iordache a început să compună muzica unui nou album, Zeuții. Ar fi dorit un ansamblu cameral, iar rolul naratorului urma să fie preluat de un cunoscut vocalist, care ulterior s-a retras din proiect. În urma pandemiei de COVID-19, planurile au trebuit schimbate. Albumul Zeuții  a apărut în toamna lui 2022 într-o serie extrem de restrânsă și a fost lansat printr-o serie de concerte în București și în țară alături de vocalista Diana Miron și pianistul Albert Tajti. Două dintre aceste concerte au avut ca invitați și alți câțiva muzicieni, aproximând astfel intenția inițială 

### Kumm
În 2003, Iordache a fost solicitat să-l înlocuiască pe saxofonistul Petö Zoltán în formația de rock alternativ Kumm.
De atunci este membru al acestei formații, alături de care a înregistrat albumele Angels & Clowns, Different Parties, Far from Telescopes și A Mysterious Place Called Somewhere 

## Discografie

### În calitate de lider
- Friday - featuring Tom Smith (A&A Records, 2003)
- Dissipatin' (A&A Records, 2005)
- One Life Left (Fiver House Records, 2012)
- Garden Beast (Fiver House Records, 2013)
- Iordache Meets Alex Harding - Two Hours In June (Fiver House Records, 2016)
- Organic Natural (Fiver House Records, 2017)
- Suita Titan (Fiver House Records, 2019)
- Zeuții - după poeme de Florin Dumitrescu (Fiver House Records, 2022)

### CuKumm
- Angels & Clowns (Cramps Records, 2005)
- Different Parties (Cramps Records, 2006)
- Far from Telescopes (Fiver House Records, 2014)
- A Mysterious Place Called Somewhere (Fiver House Records, 2014)

### Cu East Village Open Formula
- 11 (Live At Green Hours) (Green Records, 2005)

### CuHarry Tavitian
- Balcaz (Pirate Records, 2004)

### Cu Orient Express
- Axis Mundi (Editura Casa Radio, 1999)

### CuAda Milea
- Absurdistan (Intercont Music, 2003)

### Cu  Norzeatic și Khidja
- Aici Acum (Not On Label - Khidja Self-released)

### CuSarmalele Reci
- Țara te vrea prost (Vivo, 1995)
- Aurolac (East & Art, 1996)
- Răpirea din serai (MediaPro Music, 1999)